# Sue Johanson
Pour les articles homonymes, voir Johanson.
Sue Johanson, née Sue Powell le 13 mars 1930 à Toronto et morte le 28 juin 2023 à Thornhill, est une infirmière, éducatrice, animatrice et écrivaine canadienne, spécialisée dans le domaine de l’éducation sexuelle.

## Biographie

### Jeunesse et études
Sue Johanson naît à Toronto en 1930 ; ses parents sont Wilfrid Powell, un militaire britannique, et Ethel Bell, née en Ontario d’origine irlandaise et protestante. Johanson grandit auprès de son père et de sa belle-mère à Kenora, sa mère étant morte vers 1940. Elle suit ensuite des études d’infirmière à Winnipeg. Elle complète sa formation en suivant également des cours à l’université de Toronto et à celle du Michigan.

### Carrière
Dans les années 1970, elle ouvre une permanence dédiée à la sexualité et à la contraception pour les élèves adolescents du Don Mills Collegiate Institute (en) où étudie sa fille,. En 1984, Johanson commence à animer une émission de radio hebdomadaire avec un créneau de deux heures sur Q107, une antenne torontoise. À partir de 1996, elle anime une émission de télévision, Sunday Night Sex Show (en) : elle répond aux questions de l’audience, abordant des sujets liés à la sexualité et à l’intimité comme les règles, le Sida ou les jouets sexuels de façon factuelle et humoristique. Devant la demande du public des États-Unis, qui ne peut pas participer à l’émission canadienne, une deuxième émission voit le jour en 2002, Talk Sex with Sue Johanson, qui est également diffusée en Europe et au Brésil. Ces émissions s’arrêtent respectivement en 2005 et 2008.
Elle participe également comme invitée à d’autres talk-shows comme le Late Show with David Letterman ou le Late Night with Conan O'Brien. En parallèle de ces activités médiatiques, Johanson continue à proposer des interventions en milieu scolaire ou universitaire.
En 2022 sort un documentaire, Sex with Sue (en), réalisé par Lisa Rideout (en), qui revient sur sa carrière par le biais d’entretiens.
Sue Johanson meurt en juin 2023 à 93 ans. Elle est considérée comme une éducatrice pionnière ayant comblé le manque de programmes d’éducation sexuelle dans les cursus scolaires en Amérique du Nord.

## Vie personnelle
Sue Powell s’est mariée avec Ejnor Johanson, un électricien canadien d’origine suédoise ; le couple aura trois enfants. Sa fille Jane est à l’origine du documentaire Sex with Sue.

## Ouvrages
- 1989 : Talk Sex
- 1992 : Sex is Perfectly Natural but not Naturally Perfect
- 2004 : Sex, Sex, and More Sex

## Distinctions
- 2000 : membre de l’Ordre du Canada[2],[9]